# Edmondo Maturo
Edmondo Maturo (Pescara, 29 gennaio 1921 – ...) è stato un calciatore italiano, di ruolo centrocampista.

## Carriera
Inizia la carriera nella stagione 1940-1941, nella quale ottiene una promozione in Serie B con la maglia del Pescara. Rimane in rosa anche l'anno seguente, nel quale gioca 8 partite in Serie B segnando anche un gol e nella stagione 1942-1943, nella quale colleziona altre 29 presenze nella serie cadetta, con 5 gol segnati. Nella stagione 1945-1946 è ancora al Pescara, con cui gioca 16 partite senza mai segnare in Divisione Nazionale; gioca nella squadra abruzzese anche nel successivo campionato di Serie B, nel quale disputa altre 8 partite.

## Palmarès

### Club

#### Competizioni nazionali
- Serie C: 1

Pescara: 1940-1941

#### Competizioni regionali
- Torneo misto abruzzese: 1

Pescara: 1944-1945